# Sudan na Mistrzostwach Świata w Lekkoatletyce 2015
Sudan na Mistrzostwach Świata w Lekkoatletyce 2015 – reprezentacja Sudanu podczas Mistrzostw Świata w Pekinie liczyła 3 zawodników.

## Występy reprezentantów Sudanu

### Mężczyźni
| Konkurencja   | Zawodnik  | Runda 1  | Runda 1 | Półfinał | Półfinał | Finał    | Finał   |
| Konkurencja   | Zawodnik  | Rezultat | Pozycja | Rezultat | Pozycja  | Rezultat | Pozycja |
| ------------- | --------- | -------- | ------- | -------- | -------- | -------- | ------- |
| Bieg na 200 m | Ahmed Ali | DSQ      | DSQ     | NQ       | NQ       | NQ       | NQ      |

| Konkurencja | Zawodnik             | Eliminacje | Eliminacje | Finał    | Finał   |
| Konkurencja | Zawodnik             | Rezultat   | Pozycja    | Rezultat | Pozycja |
| ----------- | -------------------- | ---------- | ---------- | -------- | ------- |
| Skok wzwyż  | Muhammad Junus Idris | 2,17       | 35.        | NQ       | NQ      |

### Kobiety
| Konkurencja    | Zawodnik     | Runda 1      | Runda 1 | Półfinał | Półfinał | Finał    | Finał   |
| Konkurencja    | Zawodnik     | Rezultat     | Pozycja | Rezultat | Pozycja  | Rezultat | Pozycja |
| -------------- | ------------ | ------------ | ------- | -------- | -------- | -------- | ------- |
| Bieg na 1500 m | Amina Bakhit | 4:22,49 (SB) | 34.     | NQ       | NQ       | NQ       | NQ      |